# Arild Østbø
Arild Østbø (Stavanger, 1991. április 19. –) norvég korosztályos válogatott labdarúgó, a Viking kapusa.

## Sikerei, díjai
Norvégia U21
- U21-es labdarúgó-Európa-bajnokság
  - Bronzérmes (1): 2013